# اینکا هوآگانسا
اینکا هوآگانسا (به اسپانیایی: Inca Huagansa) یک کوه در پرو است که در Peru, Ancash Region واقع شده‌است. اینکا هوآگانسا ۴٬۰۰۰ متر بالاتر از سطح دریا واقع شده‌است.